# Jeg brød et løfte
Jeg brød et løfte er en erindringsbog, skrevet af Dorthe Emilie Røssell og udgivet af Batzer & Co. i 2007. Bogen handler om forfatterens barndom under Danmarks besættelse under 2. verdenskrig. Under besættelsen var forfatteren med i modstandbevægelsen, hvor hun som seksårig var med til at dele våben og illegale blade rundt i sin dukkevogn. Hun lærte også at bruge en pistol. Med udgivelsen af bogen brød hun et løfte, hun havde givet sin far tres år tidligere: aldrig at fortælle om sine oplevelser under besættelsen. Pr. 2009 havde bogen solgt ca. 4000 eksemplarer.
I 2009 indgik forfatteren en aftale med Nimbus Film om at lave en historie om besættelsen, der baserer sig på denne bog, omend den ikke vil handle om forfatteren, men om bogens tema om en pige under besættelsen.